# Melodies & Memories
「Melodies & Memories」（メロディーズ アンド メモリーズ）は、TUBEの20枚目のシングル。1994年10月15日発売。発売元はSony Records。

## 概要
前作「恋してムーチョ」から3ヶ月ぶりとなるシングル。
表題曲は1か月後に発売されたバラード・ベストアルバム『Melodies & Memories』に収録されたため、前作に引き続きオリジナルアルバム未収録曲となった。
カップリング曲「君に賭けるよ」は本作のCDが廃盤になって以降、長い間アルバム未収録で入手困難な状況が続いたが、2025年7月5日に各配信サイトでのダウンロード配信及びサブスクリプション配信が開始された。

## キャンペーン
初回生産分は、学研から後に発売となった3rdデータブック「BLUE MEMORIES」を1,000名にプレゼントする応募ハガキが封入されたが当時はタイトル名が決まっておらず「Tubism（仮題）」という仮タイトルとなっていた。

## 収録曲
| 全作詞: 前田亘輝、全作曲: 春畑道哉、全編曲: TUBE。 |                                            |          |            |      |
| #                                                  | タイトル                                   | 作詞     | 作曲・編曲 | 時間 |
| 1.                                                 | 「Melodies & Memories」                    | 前田亘輝 | 春畑道哉   | 5:13 |
| 2.                                                 | 「君に賭けるよ」                           | 前田亘輝 | 春畑道哉   | 4:45 |
| 3.                                                 | 「Melodies & Memories (Original Karaoke)」 | 前田亘輝 | 春畑道哉   | 5:13 |
| 合計時間:                                          | 合計時間:                                  | 15:11    |            |      |

## 収録アルバム
- Melodies & Memories (#1)
- TUBEst II (#1)
- All Singles TUBEst -Blue- (#1)

## タイアップ
Melodies & Memories
- 全国民間放送共同制作「第73回全国高等学校サッカー選手権大会」イメージソング

君に賭けるよ
- 明治生命（現：明治安田生命保険）CMソング

## 参加ミュージシャン
- 池田大介：マニピュレート
- 小野塚晃(DIMENSION)：キーボード
- 沓野行秀(Riding)：パーカッション
- 牧穂エミ：ファルセット